# Dermestes kaszabi
Dermestes kaszabi is een keversoort uit de familie spektorren (Dermestidae). De wetenschappelijke naam van de soort werd in 1950 gepubliceerd door Kalík.